# Podgorci (Słowenia)
Podgorci – wieś w Słowenii, w gminie Ormož. 1 stycznia 2018 liczyła 511 mieszkańców.